# (26210) Lingas
(26210) Lingas (1997 RC3) – planetoida z pasa głównego asteroid okrążająca Słońce w ciągu 4,47 lat w średniej odległości 2,71 j.a. Odkryta 6 września 1997 roku.